# Jacory Patterson
Jacory Patterson (né le 2 février 2000) est un athlète américain spécialiste du 400 mètres.

## Biographie
Aux championnats du monde en salle disputés en mars 2024 à Glasgow, il remporte la médaille d'argent du relais 4 × 400 m en compagnie de Matthew Boling, Noah Lyles et Christopher Bailey

## Palmarès

### International
| Date | Compétition                    | Lieu    | Résultat | Epreuve   | Marque       |
| ---- | ------------------------------ | ------- | -------- | --------- | ------------ |
| 2024 | Championnats du monde en salle | Glasgow | 2e       | 4 × 400 m | 3 min 2 s 60 |
| 2025 | Championnats du monde en salle | Nankin  | 3e       | 400 m     | 45 s 54      |
| 2025 | Championnats du monde en salle | Nankin  | 1er      | 4 × 400 m | 3 min 2 s 13 |

## Records
| Épreuve | Épreuve   | Marque  | Lieu         | Date            |
| ------- | --------- | ------- | ------------ | --------------- |
| 400 m   | Plein air | 44 s 81 | Gainesville  | 3 avril 2021    |
| 400 m   | Salle     | 45 s 05 | Fayetteville | 25 février 2023 |